# The Chronological Classics: Chick Webb and His Orchestra 1935-1938
| Recensione | Giudizio |
| ---------- | -------- |
| AllMusic   | [ 1 ]    |

The Chronological Classics: Chick Webb and His Orchestra 1935-1938 è una compilation del batterista e caporchestra jazz statunitense Chick Webb, pubblicato dall'etichetta discografica francese Classics Records nel 1990.

## Tracce
1. Down Home Rag – 2:52 (Roger Lewis, Wilbur Sweatman) – Registrato il 12 giugno 1935 a New York
2. Are You Here to Stay? – 3:11 (Edgar Sampson, Kenneth Harrison) – Registrato il 12 giugno 1935 a New York
3. Moonlight and Magnolias – 2:51 (Haven Gillespie, Peter De Rose) – Registrato il 12 ottobre 1935 a New York
4. I May Be Wrong (But I Think You're Wonderful) – 3:03 (Harry Ruskin, Henry Sullivan) – Registrato il 12 ottobre 1935 a New York
5. Facts and Figures – 2:33 (Edgar Sampson) – Registrato il 12 ottobre 1935 a New York
6. Go Harlem – 2:20 (Andy Razaf, Jimmie Johnson) – Registrato il 2 giugno 1936 a New York
7. Love Marches On – 2:52 (Charles Charlie Tobias, John Jacob Loeb) – Registrato il 14 gennaio 1937 a New York
8. There's Frost on the Moon – 2:49 (Joseph Joe Young, Fred E. Ahlert) – Registrato il 15 gennaio 1937 a New York
9. Gee But You're Swell – 2:37 (Charles Charlie Tobias, Abel Baer) – Registrato il 15 gennaio 1937 a New York
10. Rusty Hinge – 3:06 (Burgess Brown, Emma P. La Freniere) – Registrato il 24 marzo 1937 a New York
11. Wake Up and Live – 2:37 (Mack Gordon, Harry Revel) – Registrato il 24 marzo 1937 a New York
12. It's Swell of You – 3:12 (Mack Gordon, Harry Revel) – Registrato il 24 marzo 1937 a New York
13. Claps Hands! Here Comes Charley – 2:31 (Joseph Meyer, Billy Rose, Ballard MacDonald) – Registrato il 24 marzo 1937 a New York
14. That Naughty Waltz – 3:01 (Sol P. Levy, Edwin Stanley) – Registrato il 24 marzo 1937 a New York
15. In a Little Spanish Town – 2:40 (Sam M. Lewis, Joe Young, Mabel Wayne) – Registrato il 21 settembre 1937 a New York
16. I Got Rhythm – 2:31 (Ira Gershwin, George Gershwin) – Registrato il 21 settembre 1937 a New York
17. I Ain't Got Nobody – 3:02 (Roger A. Graham, Spencer Williams) – Registrato il 21 settembre 1937 a New York
18. Strictly Jive – 3:17 (Chick Webb) – Registrato il 27 ottobre 1937 a New York
19. Sweet Sue, Just You – 2:44 (Will J. Harris, Victor Young) – Registrato il 1º novembre 1937 a New York
20. Squeeze Me – 3:10 (Clarence Williams, Fats Waller) – Registrato il 1º novembre 1937 a New York
21. Harlem Congo – 3:14 (Harry White) – Registrato il 1º novembre 1937 a New York
22. Midnite in a Madhouse – 2:33 (Larry Clinton) – Registrato il 17 dicembre 1937 a New York
23. Azure – 3:12 (Duke Ellington) – Registrato il 2 maggio 1938 a New York
24. Spinnin' the Webb – 3:04 (Ella Fitzgerald, Chick Webb) – Registrato il 3 maggio 1938 a New York
25. Liza (All the Clouds'll Roll Away) – 2:45 (Ira Gershwin, Gus Kahn, George Gershwin) – Registrato il 3 maggio 1938 a New York

## Musicisti
Down Home Rag / Are You Here to Stay?

(Chick Webb and His Orchestra)
- Chick Webb - batteria, direttore orchestra
- Mario Bauza - tromba
- Bobby Stark - tromba
- Taft Jordan - tromba
- Wayman Carver - sassofono tenore
- Wayman Carver - arrangiamento (brano: Down Home Rag)
- Sandy Williams - trombone
- Claude Jones - trombone
- Pete Clark - sassofono alto
- Edgar Sampson - sassofono alto, arrangiamento
- Elmer Williams - sassofono tenore
- Don Kirkpatrick - pianoforte
- John Trueheart - banjo, chitarra
- John Kirby - contrabbasso
- Charles Linton - voce (brano: Are You Here to Stay?)

Moonlight and Magnolias / I May Be Wrong (But I Think You're Wonderful) / Facts and Figures

(Chick Webb and His Orchestra)
- Chick Webb - batteria, direttore orchestra
- Mario Bauza - tromba
- Bobby Stark - tromba
- Taft Jordan - tromba
- Taft Jordan - voce (brano: I May Be Wrong (But I Think You're Wonderful))
- Wayman Carver - sassofono tenore
- Sandy Williams - trombone
- Claude Jones - trombone
- Pete Clark - sassofono alto
- Edgar Sampson - sassofono alto, arrangiamento
- Elmer Williams - sassofono tenore
- Don Kirkpatrick - pianoforte
- John Trueheart - banjo, chitarra
- Bill Thomas - contrabbasso
- Charles Linton - voce (brano: Moonlight and Magnolias)

Go Harlem / Love Marches On / There's Frost on the Moon / Gee But You're Swell

(Chick Webb and His Orchestra)
- Chick Webb - batteria, direttore orchestra
- Mario Bauza - tromba
- Bobby Stark - tromba
- Taft Jordan - tromba
- Sandy Williams - trombone
- Nat Story - trombone
- Pete Clark - clarinetto, sassofono alto
- Edgar Sampson - sassofono alto
- Edgar Sampson - arrangiamento (brano: Go Harlem)
- Ted McRae - clarinetto, sassofono tenore
- Wayman Carver - sassofono tenore, flauto
- Don Kirkpatrick - pianoforte
- John Trueheart - chitarra
- Bill Thomas - contrabbasso
- Louis Jordan - voce (brano: Gee But You're Swell)
- Louis Jordan - cori (brani: Love Marches On e There's Frost on the Moon)
- Charles Linton - cori (brani: Love Marches On e There's Frost on the Moon)
- Taft Jordan - cori (brani: Love Marches On e There's Frost on the Moon)

Rusty Hinge / Wake Up and Live / It's Swell of You / Claps Hands! Here Comes Charley / That Naughty Waltz

(Chick Webb and His Orchestra)
- Chick Webb - batteria, direttore orchestra
- Mario Bauza - tromba
- Bobby Stark - tromba
- Taft Jordan - tromba
- Sandy Williams - trombone
- Nat Story - trombone
- Pete Clark - clarinetto, sassofono alto
- Edgar Sampson - sassofono alto
- Edgar Sampson - sassofono alto
- Ted McRae - clarinetto, sassofono tenore
- Wayman Carver - sassofono tenore, flauto
- Don Kirkpatrick - pianoforte
- John Trueheart - chitarra
- Bill Thomas - contrabbasso
- Charlie Dixon - arrangiamento (brano: That Naughty Waltz)
- Louis Jordan - voce (brani: Rusty Hinge, e It's Swell of You)
- Ella Fitzgerald - voce (brano: Wake Up and Live)
- Charles Linton - voce (brano: Wake Up and Live)
- Taft Jordan - voce (brano: Wake Up and Live)

In a Little Spanish Town / I Got Rhythm / I Ain't Got Nobody

(Chick Webb and His Little Chicks)
- Chick Webb - batteria
- Chauncey Haugton - clarinetto
- Wayman Carver - flauto
- Tommy Fulford - pianoforte
- Beverley Peer - contrabbasso

Strictly Jive / Squeeze Me / Harlem Congo / Midnite in a Madhouse

(Chick Webb and His Orchestra)
- Chick Webb - batteria, direttore orchestra
- Mario Bauza - tromba
- Bobby Stark - tromba
- Taft Jordan - tromba
- Sandy Williams - trombone
- Nat Story - trombone
- Chauncey Haughton - clarinetto, sassofono alto
- Louis Jordan - sassofono alto
- Ted McRae - sassofono tenore
- Wayman Carver - sassofono tenore
- Tommy Fulford - pianoforte
- Bobby Johnson - chitarra
- Beverley Peer - contrabbasso
- Charlie Dixon - arrangiamento (brano: Harlem Congo)

Sweet Sue, Just You

(Chick Webb and His Little Chicks)
- Chick Webb - batteria
- Chauncey Haugton - clarinetto
- Wayman Carver - flauto
- Tommy Fulford - pianoforte
- Beverley Peer - contrabbasso

Azure

(Chick Webb and His Orchestra)
- Chick Webb - batteria, direttore orchestra
- Mario Bauza - tromba
- Bobby Stark - tromba
- Taft Jordan - tromba
- Sandy Williams - trombone
- Nat Story - trombone
- George Matthews - trombone
- Chauncey Haughton - clarinetto, sassofono alto
- Louis Jordan - sassofono alto
- Ted McRae - sassofono tenore
- Wayman Carver - sassofono tenore
- Tommy Fulford - pianoforte
- Bobby Johnson - chitarra
- Beverley Peer - contrabbasso

Spinnin' the Webb / Liza (All the Clouds'll Roll Away)

(Chick Webb and His Orchestra)
- Chick Webb - batteria, direttore orchestra
- Mario Bauza - tromba
- Bobby Stark - tromba
- Taft Jordan - tromba
- Sandy Williams - trombone
- Nat Story - trombone
- George Matthews - trombone
- Chauncey Haughton - clarinetto, sassofono alto
- Louis Jordan - sassofono alto
- Ted McRae - sassofono tenore
- Wayman Carver - sassofono tenore
- Tommy Fulford - pianoforte
- Bobby Johnson - chitarra
- Beverley Peer - contrabbasso
- Benny Carter - arrangiamento (brano: Liza (All the Clouds'll Roll Away))[2]